# Abramovita
L'abramovita és un rar mineral de la classe dels sulfurs. Rep el seu nom en honor del mineralogista rus Dmitri Vadímovitx Abràmov (1963-) del Museu de Mineralogia A.E. Fersman de Rússia. Fou descobert al camp de fumaroles Kupol del volcà Kudryavy, a l'illa Iturup, al sud de les Illes Kurils de Rússia.

## Característiques
L'abramovita és un mineral de plom, estany, indi, bismut i sofre. Químicament és una sulfosal de fórmula Pb₂SnInBiS₇. El seu color és negre, i la seva duresa i densitat encara no estan determinades. Cristal·litza en el sistema triclínic formant agregats metàl·lics de menys de 1mm o incrustacions. Forma part del grup de la cilindrita.
Segons la classificació de Nickel-Strunz, l'abramovita pertany a «02.HF: Sulfosals de l'arquetip SnS, amb SnS i unitats d'estructura de l'arquetip PbS» juntament amb els següents minerals: vrbaïta, cilindrita, franckeïta, incaïta, levyclaudita, potosiïta, coiraïta i lengenbachita.

## Formació
L'abramovita es forma per precipitació dels gasos de les fumaroles que surten a 600 °C dels estratovolcans. Sol trobar-se associada a altres minerals com: wurtzita, silvita, halita, galena i anhidrita.